# Ministerpräsident des Jahres
Ministerpräsident des Jahres ist eine zwischen 2003 und 2012 vergebene Auszeichnung der Initiative Neue Soziale Marktwirtschaft und der Wirtschaftswoche. Den Titel erhält derjenige Ministerpräsident eines deutschen Bundeslandes, dessen Land in den zwei respektive drei Jahren zuvor die „größte wirtschaftliche Dynamik“ vollzogen hat. Grundlage für die Auszeichnung ist eine Erhebung der IW Consult GmbH, zwischen 2003 und 2005 gemeinsam mit der GWS GmbH ausgeführt.
Der sächsische Ministerpräsident Georg Milbradt (2004, 2005) und sein saarländischer Amtskollege Peter Müller (2003, 2006) erhielten den Titel jeweils zwei Mal zuerkannt und sind damit, mit dem brandenburgischen Ministerpräsidenten Matthias Platzeck (2010, 2011, 2012) die Rekordpreisträger.

## Bisherige Preisträger
- 2003: Peter Müller, Saarland[1]
- 2004: Georg Milbradt, Sachsen[2]
- 2005: Georg Milbradt, Sachsen[3]
- 2006: Peter Müller, Saarland[4]
- 2007: Günther Oettinger, Baden-Württemberg[5]
- 2008: Ole von Beust, Hamburg[6]
- 2009: Wolfgang Böhmer, Sachsen-Anhalt[7]

Die Studie wurde auch in den Jahren 2010 bis 2012 fortgeführt; der Titel „Ministerpräsident des Jahres“ wird darin jedoch nicht mehr erwähnt.
- 2010: Matthias Platzeck, Brandenburg[8]
- 2011: Matthias Platzeck, Brandenburg[9]
- 2012: Matthias Platzeck, Brandenburg[10]